# A Passion Play
Albums de Jethro Tull
Living in the Past
(1972) War Child
(1974)
Singles
1. A passion Play (Edit # 8)
Sortie : 1973
2. A Passion Play (Edit # 6)
Sortie : 1973

A Passion Play est le sixième album studio du groupe rock britannique, Jethro Tull. Il est sorti le treize juillet 1973 sur le label Chrysalis et a été produit par Ian Anderson.

## Histoire
Après Thick as a Brick, qui se voulait une satire des albums-concepts, Jethro Tull souhaite réaliser un album-concept sérieux. Le groupe s'installe au château d'Hérouville et enregistre une quinzaine de titres, suffisamment pour remplir trois des quatre faces d'un double album. Mais divers problèmes surviennent, au point que les musiciens surnomment le studio « Chateau d'Isaster ». Ils ont la sensation de faire fausse route avec ce double album. Le leader Ian Anderson enterre le projet et décide d'écrire une longue suite occupant tout un album, sur le modèle de Thick as a Brick. Les morceaux déjà enregistrés sont mis de côté, sauf deux qui seront intégrés dans une forme plus ou moins transformée à A Passion Play (Prelude, qu'on retrouvera sous le titre Tiger Toon dans la compilation Nightcap (1993), et Critique Oblique).
Outre des sessions à Hérouville en décembre 1972 et janvier 1973, l'enregistrement est finalisé en mars suivant à Londres aux Morgan Studios, où le groupe avait enregistré Thick as a Brick l'année précédente.
A Passion Play, dont le titre fait référence aux Jeux de la Passion médiévaux, relate l'histoire d'un homme qui vient de mourir. Après avoir assisté à son propre enterrement, il se retrouve au purgatoire, puis au paradis. Mécontent de ce qu'il y trouve, il exige d'être envoyé en enfer, mais l'endroit ne lui plaît pas davantage. Il s'enfuit et finit par être réincarné. Le récit est en deux parties, interrompues par un interlude comique, The Story of the Hare Who Lost His Spectacles («L'Histoire du lièvre qui a perdu ses lunettes»), fable animalière absurde dont le récitant est le bassiste Jeffrey Hammond.
Les différents mouvements de la suite ne sont pas indiqués sur le vinyle original, ni sur la plupart des rééditions au format CD. Il existe deux découpages : le premier fourni par Ian Anderson pour l'édition de l'album destinée aux disc-jockeys en 1973, la seconde utilisée par la réédition CD chez Mobile Fidelity Sound Lab (en) en 1998.
En 2013, pour son quarantième anniversaire, A Passion Play est réédité sous la forme d'un coffret comprenant un deuxième CD reprenant les chansons du « Chateau d'Isaster », ainsi que deux DVD.

## Style
Musicalement, cet album est sans doute le plus ambitieux jamais produit par Jethro Tull. L'oscillation caractéristique du groupe entre folk traditionnel et musique néo-classique est ici poussée à l'extrême, incluant aussi bien des moments de musique baroque que des ambiances orchestrales plus modernes (l'accompagnement de The Story of the Hare Who Lost His Spectacles évoque Pierre et le loup de Prokofiev), le tout pimenté d'interventions de saxophone qui se placent dans le sillage du jazz.
Les arrangements sont d'une complexité et d'une précision rarement égalée dans l'œuvre de Jethro Tull. On note aussi l'usage pionnier du synthétiseur comme outil rythmique, par exemple dans Forest Dance et plus encore Overseer Overture.
Par contre, la guitare solo de Martin Barre est assez peu présente, ce qui fait que l'album ne sonne pas très rock, et peut avoir encouragé la critique à le descendre en flammes.

## Réception
Les critiques rock semblent s'être donné le mot pour éreinter le disque. S'ils reconnaissent la virtuosité instrumentale qui y est déployée, ils n'y voient qu'un exercice de style sans substance, dénoncent l'opacité du concept et l'hermétisme des paroles.
À Londres, le New Musical Express, sous le titre « Rien de passionnant », décrète que A Passion Play matérialise la chute de Jethro Tull. À New York, Rolling Stone décrit le disque comme « étouffé sous le poids de ses prétentions », et résume l'impression qu'il laisse comme étant du « coûteux et fastidieux non-sens ».
Les critiques commençaient alors à être lassés de l'avalanche d'albums-concepts bâtis sur des suites musicales sophistiquées et des épopées interminables. A Passion Play a servi de victime expiatoire, a fait les frais de cet agacement devant les excès de la musique progressive. « Si dix ans de "progression" nous ont menés là, alors il est temps de revenir en arrière » persifle l'article du Melody Maker intitulé « Trop c'est trop ».
Cette très mauvaise réception pousse Jethro Tull à se retirer de la scène, et « constitue le début d'un mouvement de remise en question qui prend rapidement de l'ampleur » contre le rock progressif, qui avait jusqu'alors les faveurs de la critique. Peu après, Brain Salad Surgery, 5e album d'Emerson, Lake & Palmer, subit le même sort, puis l'ensemble des groupes phares de ce courant.
Cette cabale n'a pas empêché A Passion Play de se classer en tête des ventes d'albums aux États-Unis et au Canada.

## Titres
L'intégralité de l'album est écrite et composée par Ian Anderson, hormis The Story of the Hare Who Lost His Spectacles, créditée à Anderson, John Evan et Jeffrey Hammond.

### Version LP (1973)
| 1. A Passion Play, Part I – 21:35 1. Lifebeats – 1:14 2. Prelude – 2:14 3. The Silver Cord – 4:29 4. Re-Assuring Tune – 1:11 5. Memory Bank – 4:20 6. Best Friends – 1:58 7. Critique Oblique – 4:38 8. Forest Dance #1 – 1:35 | 1. A Passion Play, Part II – 23:30 1. The Story of the Hare Who Lost His Spectacles – 4:18 2. Forest Dance #2 – 1:12 3. The Foot of Our Stairs – 4:18 4. Overseer Overture – 4:00 5. Flight from Lucifer – 3:58 6. 10:08 to Paddington – 1:04 7. Magus Perdé – 3:55 8. Epilogue – 0:43 |

### Version CD (2003)
La version CD contient uniquement les deux parties, non découpées en sous titres.
1. A Passion Play, Part I – 21:35
2. A Passion Play, Part I – 26:02

## Musiciens
- Ian Anderson : chant, flûte traversière, guitare acoustique, saxophones soprano et sopranino
- Martin Barre : guitare électrique
- Jeffrey Hammond : basse, narration sur The Story of the Hare Who Lost His Spectacles
- John Evan : piano, orgue, synthétiseur, chœurs
- Barriemore Barlow : batterie, percussions, timbales, glockenspiel, marimba

### Musicien additionnel
- Dee Palmer : arrangements et direction d'orchestre

## Charts & certifications
| Pays        | Durée du classement | Meilleur classement |
| ----------- | ------------------- | ------------------- |
| Allemagne   | 6 semaines          | 5e                  |
| Autriche    | 16 semaines         | 4e                  |
| Canada      | 22 semaines         | 1er                 |
| États-Unis  | 32 semaines         | 1er                 |
| Norvège     | 8 semaines          | 5e                  |
| Pays-Bas    | 1 semaine           | 82e                 |
| Royaume-Uni | 7 semaines          | 16e                 |

| Pays        | Certification | Ventes    | Date       |
| ----------- | ------------- | --------- | ---------- |
| États-Unis  | Or            | 500 000 + | 27/07/1973 |
| Royaume-Uni | Argent        | 60 000 +  | 01/10/1973 |

Charts singles
| Année | Single                   | Chart          | Durée du classement | Position |
| ----- | ------------------------ | -------------- | ------------------- | -------- |
| 1973  | A Passion Play (Edit #8) | Single Top 100 | 1 semaine           | 50e      |
| 1973  | A Passion Play (Edit #8) | Hot 100        | 5 semaines          | 80e      |